# Rudolf Schlechter
Pour les articles homonymes, voir Schlechter.
Friedrich Richard Rudolf Schlechter est un botaniste allemand, né à Berlin le 16 octobre 1872 et mort à Berlin le 15 novembre 1925.

## Biographie
Son père, Hugo Schlechter, était lithographe.
Il fait ses études au lycée Frédéric-Guillaume de Berlin.
Il est un temps employé au Jardin botanique de l'université de Berlin, puis fait en novembre 1891 son premier voyage au Cap (Afrique du Sud). Après un bref travail d'inspecteur du phylloxéra pour les services de l'agriculture, il devient jardinier d'Henry Mathew Arderne (1834-1914), puis est embauché par le botaniste Harry Bolus (1834-1911) comme assistant pour s'occuper de son herbier et de sa bibliothèque. Il apprend à connaître la flore sud-africaine grâce à Bolus qui le laisse apparemment entreprendre plusieurs expéditions de collecte. Il fait la connaissance, pendant cette période, d'Hermann Wilhelm Rudolf Marloth (1855-1931) et de Peter MacOwan (en) (1830-1909).
Grâce à l'influence d'Otto Warburg (1859-1938), et compte tenu de son expérience, il est missionné par un organisme semi-officiel, la Deutsche Kolonialgesellschaft, pour rechercher et étudier dans les colonies allemandes de nouvelles plantes à caoutchouc. Cette mission, qu'il occupe pendant quatorze ans, le mène en Afrique occidentale (Cameroun) (1899-1900), en Insulinde (principalement Malaisie et Nouvelle-Guinée) (1900-1903), à nouveau au Cameroun en 1905 et en Malaisie et Nouvelle-Guinée en 1906-1910.
Il est l’auteur de plusieurs travaux sur les orchidées. Il voyage en Afrique du Sud, au Mozambique, en Indonésie, en Nouvelle-Guinée, en Nouvelle-Calédonie (où il décrit en 1907 un nouveau genre : Acropogon (en)), en Amérique centrale et en Australie. Son très riche herbier est en partie détruit lors des bombardements de Berlin en 1945. Ses collections ont également été distribuées dans de nombreux herbiers dont Paris, Kew, Genève, Harvard, Lyon.

## Éponymie
D'autres botanistes lui ont dédicacé les taxa suivants :
- Les genres Schlechteria Bolus (Crucifères), Schlechterina Harms (Passifloraceae) et Schlechterosciadium Wolff, ce dernier aujourd'hui inclus dans le genre Chamarea (Ombellifères)
- Plus de 400 espèces lui ont également dédiées dont Acacia schlechteri Harms, Erica schlechteri Bol., Habenaria schlechteri Kränzl. et Satyrium schlechteri Rolfe

## Publications
Il est notamment l’auteur de :
- Westafrikanische Kautschuk-Expedition, 1899-1900 (E.S. Mittler et Sohn, Berlin, 1900).
- Pflanzengeographische Gliederung der Insel Neu-Caledonien (W. Engelmann, Leipzig, 1904).
- Aux côtés de H. Jancke, Gustav Lindau (1866-1923), A. Malmquist et O. Beyrodt, Die Orchideen, ihre Beschreibung, Kultur und Züchtung (P. Parey, Berlin, 1915).
- Monographie und Iconographie der Orchideen Europas und des Mittelmeergebiete (Dahlem, Berlin, 1928).
- Dès 1911, il publie une série de descriptions d'orchidées de Nouvelle-Guinée et d'Amérique du Sud dans la revue Repertorium specierum novarum regni vegetabilis, disponible en version numérique sur le site de la librairie de Harvard.